# Боб Майер
Боб Джон Майер (на английски: Robert „Bob“ Mayer) е американски писател на бестселъри в жанровете трилър, научна фантастика, исторически романи и документални книги за обучение и мотивация. Пише под псевдонимите Робърт Дохърти (на английски: Robert Doherty), Грег Донеган (на английски: Greg Donegan), Джо Далтън (на английски: Joe Dalton) и Боб Макгуайър (на английски: Bob McGuire).

## Биография и творчество
Роден е на 21 октомври 1959 г. в р-н Бронкс, Ню Йорк, САЩ. Израства в Ню Йорк. След гимназията учи 4 години във Военната академия на САЩ в Уест Пойнт, която завършва с отличие през 1981 г. с бакалавърска степен по психология. Служи в армията като командир на пехотен взод, командир на разузнавателен батальон и командир на десантен взвод на първа кавалерийска дивизия.
По време на обучението си и службата в пехотата Майер винаги поставя под въпрос принципа „мисията над мъжете“ или изпълнението на задачата независимо от човешките загуби. Затова той преминава допълнително обучение и се включва към специалните ударни части на „Зелените барети“, където хората са по-важни от мисията. Служи като офицер за 10-а специална група въздушни сили и командването за специални операции в Хавай. Живял е известно време в Корея, където получава черен колан по бойни изкуства.
Завършва държавния университет „Остин Пиай“ в Тенеси и получава магистърска степен в областта на образованието. Работи като инструктор и преподавател в специалния обучителен център на военното училище „JFK“ във Форт Браг.
След напускане на армията минава в резерва като капитан. Започва да прилага принципите от обучението си в специалните сили в собствената си бъдеща кариера като писател и като инструктор по писателско творчество.
Написва първият си роман „Eyes of the Hammer“ от серията „Дейв Райли“ (Зелените барети) през 1988 г., който обаче излиза от печат през 1991 г. Първоначално пише под собственото си име, но с оформянето на различните серии и разделянето на темите и жанровете на произведенията, започва да публикува под различни псевдоними.
С най-известния си псевдоним „Робърт Дохърти“ той издава най-популярната си серия фантастични трилъри „Зона 51“ с романа „Началото“ от 1997 г. Тематичното продължение на серията е поредицата „Зона 51 Нощни водачи“ започната през 2011 г. с романа Nightstalkers.
При създаването на своите книги Боб Майер включва, както своя богат опит и обучение в специалните части и възложените мисии, така и задълбочени проучвания на митологията, легендите и традициите на различните култури и народи по света. Отличното му познаване на военната материя и историческите факти е в основата на неговите научнофантастични серии „Атлантида“, „Зона 51“ и „Психичен войн“.
Майер е майстор в смесването на елементи на истина и фантастика във всичките му трилъри, оставяйки на читателя да открие, кое е истинско и кое не е. Това съчетание на истински факти с художествена измислица създава у читателя чувство за автентичност и реалност. В своите исторически фантастични романи Майер отново смесва реални събития с измислени герои, като не променя историята, а само начина на формиране на историческите събития. Чрез романите си той изразява дълбокото си желание да разбере миналото и как то ще се отрази на нашето бъдеще.
През септември 2006 г., по време на писателска конференция в Мауи, Боб Майер среща писателката на любовни романи Дженифър Крузи. Двамата решават да работят като съавтори при написване на серия общи романи на военно-романтична тематика. Осъществяват сътрудничеството си по електронната поща, като Майер написва сцените, които отразяват мъжката гледна точка и действия, а Крузи пише сцените включващи женската гледна точка. Първият им съвместен роман „Don't Look Down“ излиза през 2006 г. Заедно си сътрудничат по още две книги. Чрез това съвместно творчество Майер е първият мъж влязъл в класациите за романтична литература.
Освен на художествената литература той е автор и на редица документални мотивационни книги. В допълнение към своята писателска кариера, Майер е чест лектор на конференциите на писателите, и провежда работни срещи и семинари по преподаване на лидерска тактика, основана на неговото обучение като „зелена баретата“.
Боб Майер е автор на над 50 произведения, голяма част, от които са в списъците на бестселърите на „Ню Йорк Таймс“ и в други престижни класации. Те са преведени на най-различни различни езици по целия свят и са издадени в над 6 милиона екземпляра.
Боб Мейър и писателят Дженифър Талти създават издателската компания „Cool Gus Publishing“. Чрез нея публикуват наново своите романи и тези на други автори, които дори са различни от техния стил и жанр (Колин Фалконър, Дженифър Пробст, Кристен Ламб). Компанията продава книги с меки корици (джобни издания) и електронни книги. За първите 18 месеца от създаването си бизнеса нараства седем пъти и печели един милион долара само от продажбата на електронни книги.

## Произведения

### Като Боб Майер

#### Самостоятелни романи
- The Line (1996) – под псевдонима Боб Макгуайър
- The Gate (1998) – под псевдонима Боб Макгуайър
- The Omega Missile (1998) – под псевдонима Джо Далтън
- The Omega Sanction (2000) – под псевдонима Джо Далтън
- Don't Look Down (2006) – в съавторство с Дженифър Крузи
- Agnes and the Hitman (2007) – в съавторство с Дженифър Крузи
- Wild Ride (2009) – в съавторство с Дженифър Крузи
- Chasing the Ghost (2010)
- Duty, Honor, Country (2011)
- Black Ops Section 8 (2012)
- Assault on Atlantis (2012)
- I, Judas: The 5th Gospel (2012)

#### Серия „Дейв Райли“ (Dave Riley), наречена още серия „Зелените барети“ (The Green Berets)
1. Eyes of the Hammer (1991)
2. Dragon Sim-13 (1992)
3. Synbat (1994) – издадена още като „Operation Synbat“
4. Cut Out (1995)
5. Eternity Base (1996)
6. Z (1996)
7. Dragon Sim-13: 2 (2012)
8. Chasing The Lost (2013)
9. Chasing the Son (2015)
10. New York Minute (2019)
11. Lawyers, Guns and Money (2019)
12. Walk on the Wild Side (2019)
13. Hell of a Town (2020)

#### Серия „Хорас Чейз“ (Horace Chase)
1. Chasing the Ghost (2010)
2. Chasing the Lost (2013)
3. Chasing the Son (2015)

#### Серия „Президентски трилъри“ (Presidential Thrillers)
1. The Jefferson Allegiance (2011)
2. The Kennedy Endeavor (2013)

#### Серия „Зона 51 Нощни водачи“ (Area 51 Nightstalkers)
1. Nightstalkers (2012)
2. The Book of Truths (2013)
3. The Rift (2014)
4. Time Patrol (2015)

- Black Tuesday (2015)
- Ides of March (2016)

#### Серия „Войници в сянка“ (Shadow Warriors)
1. Omega Sanction (2013)
2. Omega Missile (2015)

#### Серия „Задължение, чест, страна“ (Duty, Honor, Country)
1. West Point to Mexico (2014)
2. Mexico to Sumter (2014)
3. Sumter to Shiloh (2014)

#### „Ареа 51: Патрул на времето“ (Area 51: Time Patrol)
1. Black Tuesday (2015)
2. Ides of March (2016)
3. D-Day (2016)
4. Independence Day (2016)
5. Nine Eleven (2016)
6. Valentines Day (2017)
7. Hallows Eve (2017)

#### Документалистика
- The Fiction Writer's Toolkit: A Guide to Writing Novels and Getting Published (2001)
- The Novel Writer's Toolkit: A Guide to Writing Great Fiction and Getting It Published (2003)
- Who Dares Wins: Special Operations Tactics for Success (2005)
- Hunting Al Qaeda: A Take-no-prisoners Account of Terror, Adventure and Disillusionment (2005)
- Warrior Writer (2010)
- Writer's Conference Guide: Getting The Most of Your Time and Money (2011) – в съавторство с Дженифър Талти
- Write It Foward: From Writer to Successful Author (2011)
- The Shelfless Book: The Complete Digital Author (2012) – в съавторство с Дженифър Талти
- The Green Beret Survival Guide: For the Apocalypse, Zombies, and More (2012)

### Като Робърт Дохърти

#### Самостоятелни романи
- Скалата, The Rock (1995)
- Bodyguard of Lies (2005)
- Lost Girls (2007)

#### Серия „Зона 51“ (Area 51)
1. Началото, Area 51 (1997)
2. Отговорът, The Reply (1998)
3. Мисията, The Mission (1999)
4. Сфинксът, The Sphinx (2000)
5. Граалът, The Grail (2001)
6. Екскалибур, Excalibur (2002)
7. Истината, The Truth (2003)
8. Носферату, Nosferatu (2003)
9. Легендата, Legend (2004)
10. Redemption (2018)
11. Invasion (2018)
12. Interstellar (2019)
13. Earth Abides (2020)

#### Серия „Психически войн“ (Psychic Warrior)
1. Psychic Warrior (2000)
2. Project Aura (2001)

#### Серия „Джим Вон“ (Jim Vaughn)
1. Section 8 (2005)
2. The Citadel (2007)

### Произведения написани под псевдонима Грег Донеган

#### Серия „Атлантида“ (Atlantis)
1. Atlantis (1999)
2. Bermuda Triangle (2000)
3. Devil's Sea (2001)
4. Atlantis Gate (2002)
5. Assault on Atlantis (2003)
6. Battle for Atlantis (2004)